# Moreton Pinkney
Moreton Pinkney è un villaggio e parrocchia civile dell'Inghilterra, appartenente alla contea del Northamptonshire.